# جغرافيا جورجيا
جغرافية جورجيا يستتبع الجغرافيا الطبيعية والبشرية في جورجيا، وهي بلد في منطقة القوقاز من أوراسيا. تقع عند ملتقى غرب آسيا وشرق أوروبا، ويحدها من الغرب البحر الأسود، إلى الشمال من روسيا، إلى الجنوب من تركيا وأرمينيا، و أذربيجان شرقا.